# Hálózati topológia
A hálózati topológia a számítógép-hálózatok esetén a hálózathoz tartozó csomópontok közötti kapcsolatokat határozza meg. Egy adott csomópont vagy egy másik csomóponthoz, vagy több másik csomóponthoz kapcsolódhat, különböző minták szerint. A legegyszerűbb kapcsolat két csomópont között az egyirányú kapcsolat. Egy újabb kapcsolat hozzáadásával már kétirányú kapcsolat valósítható meg a csomópontok között.
A hálózati topológia esetében a csomópontok közötti összeköttetések ténye érdekes mindössze: sem az összeköttetés módja, átviteli sebessége, a csomópontok távolsága, az összeköttetés fizikai módja, irányultsága(i) stb. nem érdekesek, az összeköttetéseket irányítatlannak tekintjük, így a hálózati topológia a gráfelmélet eszközeivel tárgyalható. Egy adott topológia alapján megvalósított hálózat esetében természetesen már lényegesek a csomópontok közötti távolságok, a fizikai összeköttetési módja, az átvitel sebessége, de a hálózat topológiájára nincsenek hatással, az csak egy adott mintát követhet.

## Centralizált

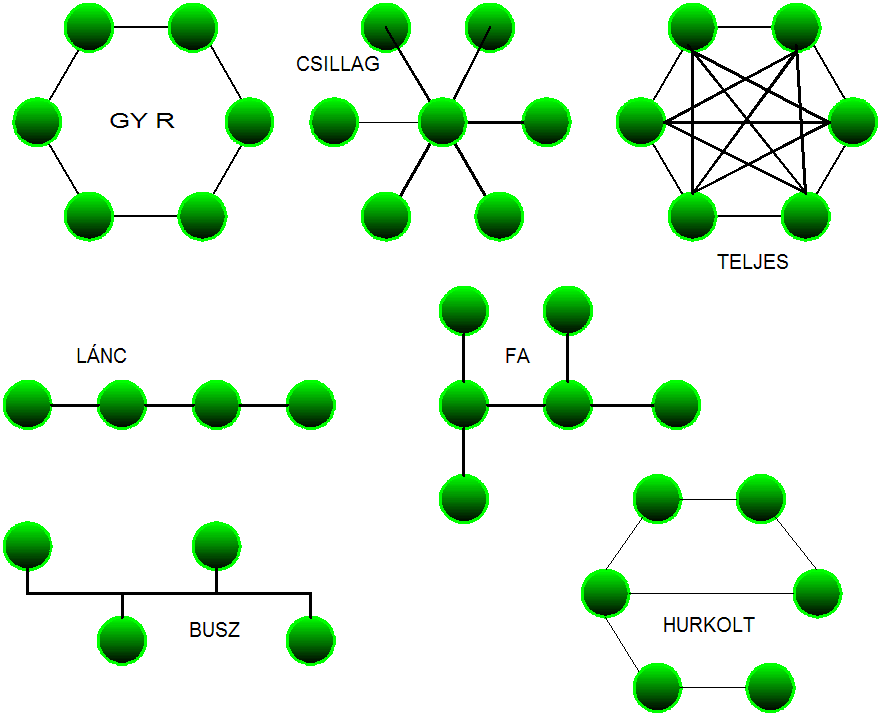
Különböző hálózati topológia típusok

A busztopológia tulajdonképpen egy olyan csillagtopológia, amelyben nincsen központi csomópont. A csillag topológia csökkenti a hálózati meghibásodás esélyét azzal, hogy minden csomópont kapcsolatban áll a központi csomóponttal. Ha alkalmazzuk ezt a megoldást egy busz hálózatra, akkor ez a központi hub minden kapott üzenetet szétküld minden csomópont számára, ami azt jelenti, hogy két "perifériális" csomópont mindig a központi csomóponton keresztül tud kommunikálni. A központi csomópont és egy "perifériális" csomópont közötti átviteli vonal meghibásodása ugyan elszigeteli a hálózattól az adott csomópontot, de a hálózat többi részének a működőképességére ez nincsen hatással.
A központi csomópont viselkedhet passzívan, ekkor a küldő csomópontnak képesnek kell lennie arra, hogy kezelje azt az esetet, amikor a saját, már egyszer elküldött üzenetét bizonyos késleltetéssel (a központi csomópontig és vissza út ideje, plusz a központi csomópont feldolgozási ideje) ismételten megkapja. Ezt nevezik üzenet visszhangnak. Aktív hálózati csomópont esetén ez előző jelenség nem lép fel.
A fatopológia (hierarchikus topológia) látszólag hierarchikusan rendezett csillag topológiák gyűjteménye. Minden fatopológiában létezhetnek egyedülálló, perifériális csomópontok, ezek az úgynevezett "levelek". A csillag topológiától eltérően, ahol az üzenetek közvetítését a központi csomópont végzi, a fa topológiában ez a funkció nem központosított, az ágaknál lévő csomópontok valósítanak meg hasonló funkciót.
Egy hagyományos csillag elrendezés esetén a meghibásodás egy csomópontot elszigetelhet a hálózat többi részétől, amelyek azonban működőképesek. Egy fa elrendezésnél egy levél szintén izolálódhat, a fennmaradó rész üzemképes marad; egy ág leválásával viszont a hálózat esetleg jelentős része izolálódhat a maradéktól.
Annak érdekében, hogy csökkenthető legyen a hálózaton belüli forgalom mennyisége, különös tekintettel a minden csomópont felől küldött üzenetekre, néhány fejlettebb központi csomópont már alkalmazkodik a hálózat topológiájához. Ezek a hálózati switchek az első szétküldött üzenetekre kapott válaszok után mintegy „megtanulják” az aktuális hálózati topológiát.

## Decentralizált
A legegyszerűbb topológia a lánctopológia, ahol a hálózati csomópontok között egy kapcsolat van csak. Ez a topológia egyszerű, viszont a hálózat egy kapcsolat kiesése miatt két önálló "szigetre" esik szét.
Ha egy lánc hálózat első és utolsó csomópontját is összekötjük, akkor a gyűrűtopológiát kapjuk.
Mindkét eddig felsorolt hálózati topológiának van hurkolt változata is, a hurkolt lánc, illetve a hurkolt gyűrű: ekkor a csomópontok között két kapcsolat van, ami nagymértékben megnöveli a hálózatok hibatűrő képességét. A lánc hálózat esetében a lánc nem szakad szét szigetekre, a gyűrű pedig nem alakul át lánc topológiává, ha egy kapcsolat megszakad.
Egy hurkolt topológia esetében van legalább két olyan hálózati csomópont, amelyek két vagy több csomóponton keresztül érhetők el. Egy hurok egy speciális esete, amikor korlátozott a két csomópont közötti "közbülső" csomópontok száma, egy hiperkocka. A villa esetében a "közbülső" csomópontok száma tetszés szerinti, az ilyen hurkolt típusú hálózatok tervezése és megvalósítása igen bonyolult, ugyanakkor a decentralizált természetük miatt nagyon praktikusak. Bizonyos szempontból hasonlóak a rácsos hálózatok, ahol egy gyűrű vagy lánc topológiák kapcsolódnak össze több kapcsolattal. Egy több dimenziós gyűrű topológia például a toroid (tórusz) topológia.
Egy teljesen összekapcsolt, teljes topológiájú vagy teljesen hurkolt topológia olyan hálózati topológia, amelyben minden csomópont pár össze van kapcsolva. Egy n csomópontból álló, teljes hálózat n(n-1)/2 közvetlen csomóponti kapcsolatot tartalmaz. Az ilyen topológia alapján tervezett és megvalósított hálózatok általában nagyon drágák, cserébe viszont kimagaslóan megbízhatók, ami annak köszönhető, hogy több kapcsolaton is eljuthatnak az információk a csomópontok között. Fentiek miatt ezek a hálózati topológiák a katonai célú hálózatokban terjedtek el.

## Hibrid
A hibrid hálózatok bármilyen két, vagy több hálózati típus összekapcsolásával kialakíthatók, ha azok egyik sztenderd formára sem hasonlítanak. Például, fa hálózatok összekapcsolása újabb fa hálózathoz vezet, viszont két csillag hálózat összekapcsolása (nevezik kiterjesztett csillag hálózatnak) már hibrid hálózatot eredményez. Egy hibrid hálózat minden esetben előállítható két különböző típusú hálózat összekapcsolásával.
Például vegyük a következő két hibrid hálózatot: a csillag gyűrű hálózatot és a csillag busz hálózatot:
- Egy csillag gyűrű hálózat két vagy több csillag topológiájú hálózatból áll, amelyeket egy multistation access unit (MAU) használatával, mint központi hubbal valósíthatunk meg.
- Egy csillag busz hálózat két vagy több csillag topológiájú hálózatból áll, amelyek központi csomópontjait egy busz hálózat kapcsol össze.

Amíg a rács hálózatok egyre népszerűbbek lettek a nagy teljesítményű (multiprocesszoros)számítógépek illetve alkalmazások területén, néhány rendszert genetikus algoritmusok alapján terveztek meg, hogy minél kevesebb olyan csomópontja legyen a hálózatnak, amelyek csak egymással állnak kapcsolatban. Néhány ilyen hálózat, annak ellenére, hogy nem teljesen átfogó, igen jól működik.